# Ичкерија
Ичкерија, званично Чеченска Република Ичкерија (ЧРИ), била је фактички независна држава на Северном Кавказу између 1991. и 1999. године. Настала је у време распада Совјетског Савеза на једном делу некадашње аутономне републике Чечено-Ингушетије (дела Руске СФСР), а војно је поражена од стране руске армије 1999. и укључена у Руску Федерацију као Република Чеченија. Независност Ичкерије није била међународно призната. Признали су је привремено само Грузија и авганистански талибани.

## Име
Ичкерија је историјско туркијско име за централни део Чеченије. Према легенди, сва „чиста” чеченска племена имају тамо своје корене. Кад су чеченски сепаратисти прогласили независност Чеченије од Русије, користили су име „Чеченска Република Ичкерија” за независну Чеченију. У многим страним изворима се, међутим, независна Ичкерија помиње као Чеченија.

## Историја
Године 1991, док се распадао СССР, чеченски лидер Џохар Дудајев је прогласио независност Чеченије (Ичкерије). Руски председник Борис Јељцин је одбијао да призна чеченску независност, као и друге државе света. Држава Ичкерија је од тада фактички била независна до Првог чеченског рата 1994. године, када Чеченија бива заузета од стране руске војске (до 1996), а Дудајев убијен. Први чеченски рат 1994–1996. резултирао је победом сепаратистичких снага. Након постизања де факто независности од Русије 1996. године, киднаповања и насиље између банди су мучили регион, који влада није могла да контролише. Новембра 1997. Чеченија је проглашена исламском републиком. Од 1996. године (када се руска војска повлачи), па до 1999. године Чечени и даље уживају техничку независност, све до напада чеченских снага под вођством Шамила Басајева на суседну руску републику Дагестан. Тада Русија одговара војном силом и започиње Други чеченски рат, чиме успостављају контролу над територијом Чеченије.